# Regierung Martens IV
Die Regierung Martens IV war die belgische Föderalregierung vom 22. Oktober 1980 bis zum 6. April 1981. In der Regierung vertreten waren die Parteien CVP/PSC und die SP/PS.
Die Regierung folgte auf die Regierung Martens III und wurde abgelöst durch die Regierung M. Eyskens.

## Minister und Staatssekretäre
Die Regierung bestand aus 25 Ministern und sieben Staatssekretären. Unter diesen waren elf von der CVP, acht von der PS, sieben von der PSC und sechs von der SP.
| Minister                                                                                        | Name                      | Partei | Partei |
| ----------------------------------------------------------------------------------------------- | ------------------------- | ------ | ------ |
| Premierminister                                                                                 | Wilfried Martens          |        | CVP    |
| Vizepremierminister und Kommunikation                                                           | Guy Spitaels              |        | PS     |
| Vizepremierminister und Wirtschaft                                                              | Willy Claes               |        | SP     |
| Vizepremierminister, Mittelstand und Planung                                                    | José Desmarets            |        | PSC    |
| Öffentliche Arbeiten und institutionelle Reformen                                               | Jos Chabert               |        | CVP    |
| Auswärtige Angelegenheit                                                                        | Charles-Ferdinand Nothomb |        | PSC    |
| Unterrichtswesen                                                                                | Willy Calewaert           |        | SP     |
| Landwirtschaft                                                                                  | Albert Lavens             |        | CVP    |
| Soziale Sicherheit und Volksgesundheit                                                          | Luc Dhoore                |        | CVP    |
| Flämische Gemeinschaft                                                                          | Gaston Geens              |        | CVP    |
| Wallonische Region                                                                              | Jean-Maurice Dehousse     |        | PS     |
| Innere Angelegenheit und Haushalt                                                               | Guy Mathot                |        | PS     |
| Außenhandel                                                                                     | Robert Urbain             |        | PS     |
| Finanzen                                                                                        | Mark Eyskens              |        | CVP    |
| Arbeit                                                                                          | Roger De Wulf             |        | SP     |
| Flämische Gemeinschaft                                                                          | Marc Galle                |        | SP     |
| Französische Gemeinschaft                                                                       | Michel Hansenne           |        | PSC    |
| Justiz und institutionelle Reformen                                                             | Philippe Moureaux         |        | PS     |
| Entwicklungszusammenarbeit                                                                      | Daniël Coens              |        | CVP    |
| Öffentlicher Dienst und Wissenschaftspolitik, beauftragt mit der Koordination der Umweltpolitik | Philippe Maystadt         |        | PSC    |
| Brüsseler Region                                                                                | André Degroeve            |        | PS     |
| Pensionen                                                                                       | Pierre Mainil             |        | PSC    |
| Post und Telekommunikation                                                                      | Freddy Willockx           |        | SP     |
| Landesverteidigung                                                                              | Frank Swaelen             |        | CVP    |
| Unterricht                                                                                      | Philippe Busquin          |        | PS     |
| Staatssekretäre                                                                                 | Name                      | Partei | Partei |
| Flämische Gemeinschaft                                                                          | Rika De Backer            |        | CVP    |
| Brüsseler Region                                                                                | Cécile Goor               |        | PSC    |
| Wallonische Region                                                                              | Élie Deworme              |        | PS     |
| Flämische Gemeinschaft                                                                          | Paul Akkermans            |        | CVP    |
| Flämische Gemeinschaft                                                                          | Rika Steyaert             |        | CVP    |
| Brüsseler Region                                                                                | Lydia De Pauw             |        | SP     |
| Wallonische Region                                                                              | Melchior Wathelet         |        | PSC    |